# 56788 Guilbertlepoutre
56788 Guilbertlepoutre este o planetă minoră (asteroid), cu un diametru de 10,78 km, din centura de asteroizi. A fost descoperită pe 29 iulie 2000 la Stația Anderson Mesa de Lowell Observatory Near-Earth-Object Search și a fost numită după Aurélie Guilbert-Lepoutre⁠(d). 
Obiectul prezintă o orbită caracterizată de o semiaxă mare de 3,0180266868528 UAi, o excentricitate de 0,18178129784129, o înclinație de 11,868099973401 ° în raport cu ecliptica.